# Palacio de la Merced
Il Palacio de la Merced è un edificio storico di Cordova, in Andalusia, nel sud della Spagna. Un tempo sede del Convento de La Merced Calzada, è oggi sede della Deputazione Provinciale di Cordova, un'istituzione di servizi sovracomunale dell'omonima provincia. L'ex convento di Nuestra Señora la Merced è stato dichiarato Bien de Interés Cultural nella categoria Monumento dal 2008.

## Storia

### Antefatti
Negli scavi effettuati per la costruzione di un garage tra il 1973 e il 1974, sono stati scoperti i resti di un edificio romano in conci, che ha restituito abbondante ceramica aretina del tipo H 8. In precedenza, erano stati scoperti i resti di un battistero e di una cripta, che è stata identificata come quella di Sant'Eulalia. Alcuni storici hanno pensato che si tratti di una costruzione visigota dell'epoca di Recaredo I, anche se non è stata esclusa la possibilità che possa risalire al periodo paleocristiano.

### Convento de la Merced
Tradizionalmente, l'origine e la fondazione di questo convento sono legate alla figura di San Pietro Nolasco, al quale il re Ferdinando III di Castiglia donò la basilica di Santa Eulalia dopo la conquista della città. Il convento fu costruito tra il 1245 e il 1262 ed era dedicato a Santa María de la Merced, anche se non se ne sono conservati i resti, ad eccezione di un'incisione del Cristo della Merced nella chiesa moderna che gli apparteneva. Il navigatore Cristoforo Colombo abitò nell'antico convento durante gli anni in cui visse a Cordova in attesa di incontrare i re cattolici.

#### Riforma barocca
L'edificio attuale è un'opera del XVIII secolo e gli autori che hanno partecipato alla strutturazione del complesso sono ancora sconosciuti. D'altra parte, si può affermare che la sua costruzione è avvenuta in due fasi. La prima corrisponde all'inizio del XVIII secolo, quando fu costruita l'intera ala settentrionale, cioè il chiostro secondario e le stanze adiacenti. Di questi si sono conservati solo il cortile e la scalinata. Quest'ultima fu finanziata dal cardinale Salazar e fu costruita da Francisco Hurtado Izquierdo. Il suo disegno è strettamente legato alla scala secondaria che il suddetto maestro costruì in quegli anni per l'Ospedale del Cardinale Salazar.
In una seconda fase si procedette alla costruzione della chiesa, del chiostro principale, della scala e degli annessi che la circondano. Anche la facciata esterna del convento fu trasformata, conferendo al complesso una maggiore unità e compattezza. Si tratta quindi di un grande rettangolo ben assemblato, in cui l'orizzontalità della facciata principale è spezzata dalla verticalità della chiesa.
I lavori furono realizzati tra il 1716 e il 1760, sotto il patrocinio di fra Pedro de Anguita, fra Pedro González e fra Lorenzo García Ramírez. Non si conoscono i maestri che realizzarono l'opera, anche se non si esclude la collaborazione dei fratelli Francisco e Juan Aguilar del Río Arriaza, Tomás Jerónimo Pedrajas e Alonso Gómez de Sandoval.

### Ospizio e sede della Deputazione Provinciale

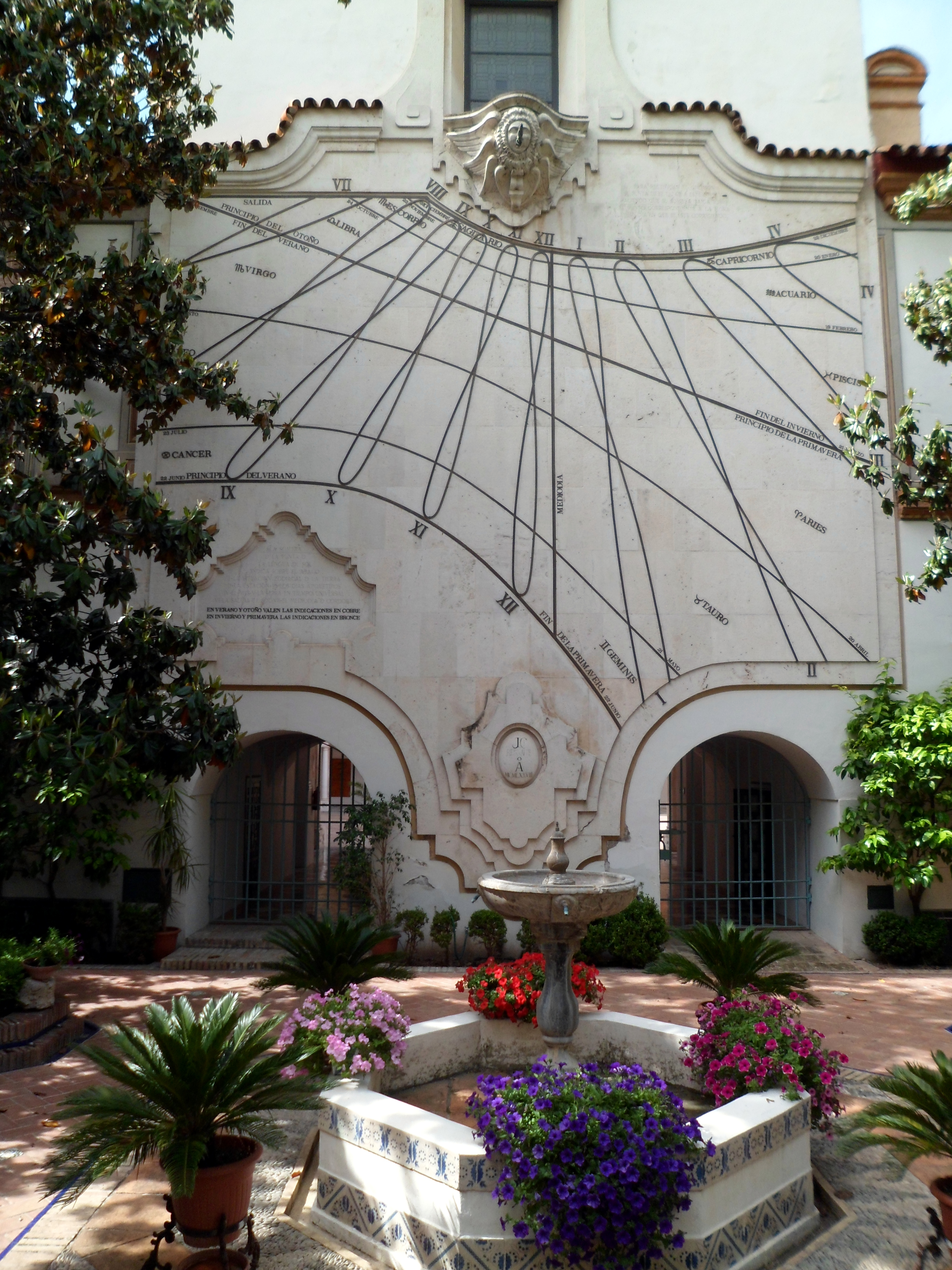
La meridiana nel patio del Reloj è stata installata dall'architetto Rafael de la Hoz durante la ristrutturazione avvenuta nel 1960.

A causa del disarmo spagnolo, e dopo una ristrutturazione nel 1850, la struttura fu adibita a ospizio. Durante la presidenza della Deputazione Provinciale di Cordova di Antonio Cruz-Conde, si decise di spostare l'ospizio e di adattarlo a sede della suddetta assemblea nel 1960, acquisendo l'aspetto attuale sotto la direzione dell'architetto Rafael de la Hoz Arderius. Sebbene la facciata orientale abbia mantenuto la sua forma originale, il resto ha incluso nuovi elementi, ad esempio, sulla facciata settentrionale è stato aggiunto un portale in pietra, proveniente dal portale della chiesa di San Pedro de Alcántara, un'opera del XVI secolo, collocata per espressa volontà dell'architetto della corporazione Rafael de la Hoz e disegnata dal pittore cordovano Miguel del Moral. In questo periodo fu costruita anche la facciata sud, decorata con una grande meridiana, opera dello stesso architetto, sormontata da una scultura del sole dell'artista Tomás Egea Azcona.
Nelle prime ore del 29 gennaio 1978, la chiesa subì un grave incendio causato da Miguel López Toledano, un ex lavoratore dell'ospizio, che distrusse la pala d'altare principale e tutti gli elementi che la ornavano, oltre ad aver rubato più di 100.000 pesetas dalla tipografia del palazzo, che furono recuperate dopo il suo arresto. Il restauro è costato più di 10 milioni di euro e la sua inaugurazione è stata celebrata nel dicembre 2014 in presenza della presidente María Luisa Ceballos, dopo trentasei anni di lavori.
L'esterno dell'edificio conventuale ha subito varie modifiche nel corso del tempo, con la facciata orientale che è quella che ha conservato meglio la sua forma originale. Il lato settentrionale, pur presentando le stesse caratteristiche formali della facciata principale, mostra l'inserimento di nuovi elementi. Nel 2014, è stata inaugurata la pala d'altare della chiesa per riportarla allo splendore che aveva nel XVIII secolo, perso in un incendio nel 1978. La pala d'altare principale è stata riprodotta a partire da foto e le immagini bruciate sono state restaurate.

## Struttura

### La chiesa

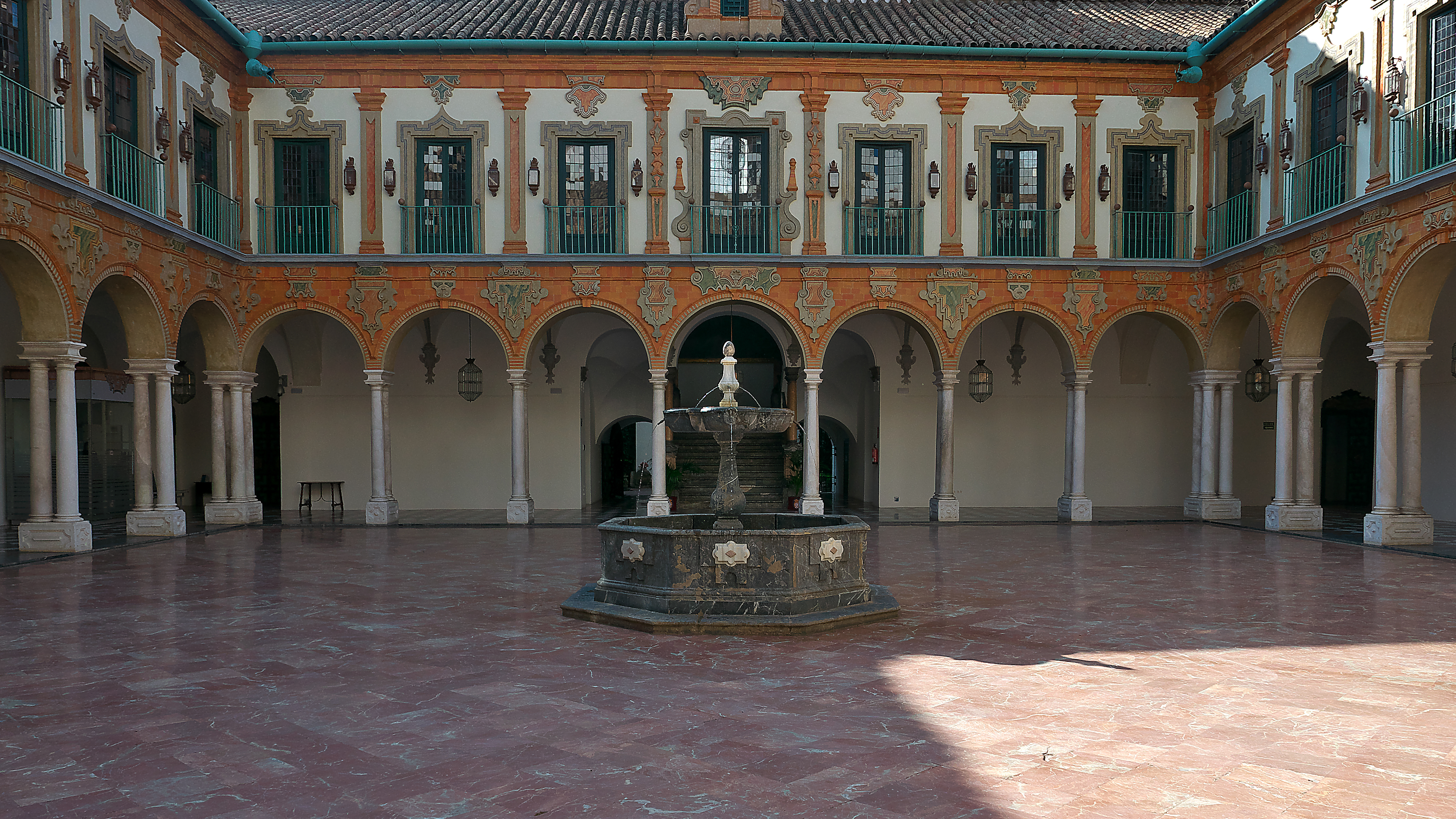
Chiostro principale.

La chiesa fu costruita tra il 1716 e il 1745. Si trova al centro del complesso e funge da asse divisorio tra i due chiostri che articolano l'edificio, il cui collegamento è costituito dalla galleria che circonda il sagrato della chiesa.
All'esterno, la facciata è strutturata in tre assi attraverso pilastri che separano la parte centrale da quelle laterali, sormontate da campanili. L'asse centrale coincide con lo sviluppo della navata principale della chiesa; è composta da tre sezioni su cui poggia un frontone triangolare coronato dalla figura di San Raffaele. Al centro si trova il portale della chiesa, in pietra bianca, costituita da grande dinamismo nei cornicioni e nei sostegni, con una nicchia nella seconda sezione con l'immagine in pietra di Nuestra Señora de la Merced (it. Nostra Signora della Misericordia).
La chiesa ha una pianta a croce latina inscritta in un rettangolo. Ha una testata piatta - fiancheggiata da sacrestie - con navate e un transetto. Sopra gli archi precedenti, lungo i bracci della croce, si trovano delle tribune. La navata centrale è coperta da una volta a botte con lunette e i bracci del transetto sono coperti da quarti di sfera divisi in tre sezioni. Gli elementi tettonici sono decorati con medaglioni policromi, con mezzi busti di santi e beati dell'ordine mercedario incorniciati da ricchi intonaci. Ha un coro molto ampia, il cui parapetto è incurvato per incorporare le tribune dell'organo, andate purtroppo perdute. Gli stalli del coro erano ornati da un dipinto murale a mezzo punto raffigurante l'Apparizione di San Raffaele al Beato Simón de Sousa, opera di José Ignacio de Cobo y Guzmán.
Intorno al 1770, Alonso Gómez de Sandoval fu incaricato di costruire la pala d'altare principale, purtroppo scomparsa nel violento incendio del 1978 e ricostruita nel 2014. Gli altari laterali di Santa María del Socorro e Santa Mariana, entrambi in stucco e anch'essi legati a Gómez de Sandoval, sono dello stesso periodo, anche se sono stati ampiamente restaurati. Qui risiedono la confraternita Hermandad de la Quinta Angustia e il Grupo de Fieles de la Soledad de Nuestra Señora.

### Il chiostro e la scalinata

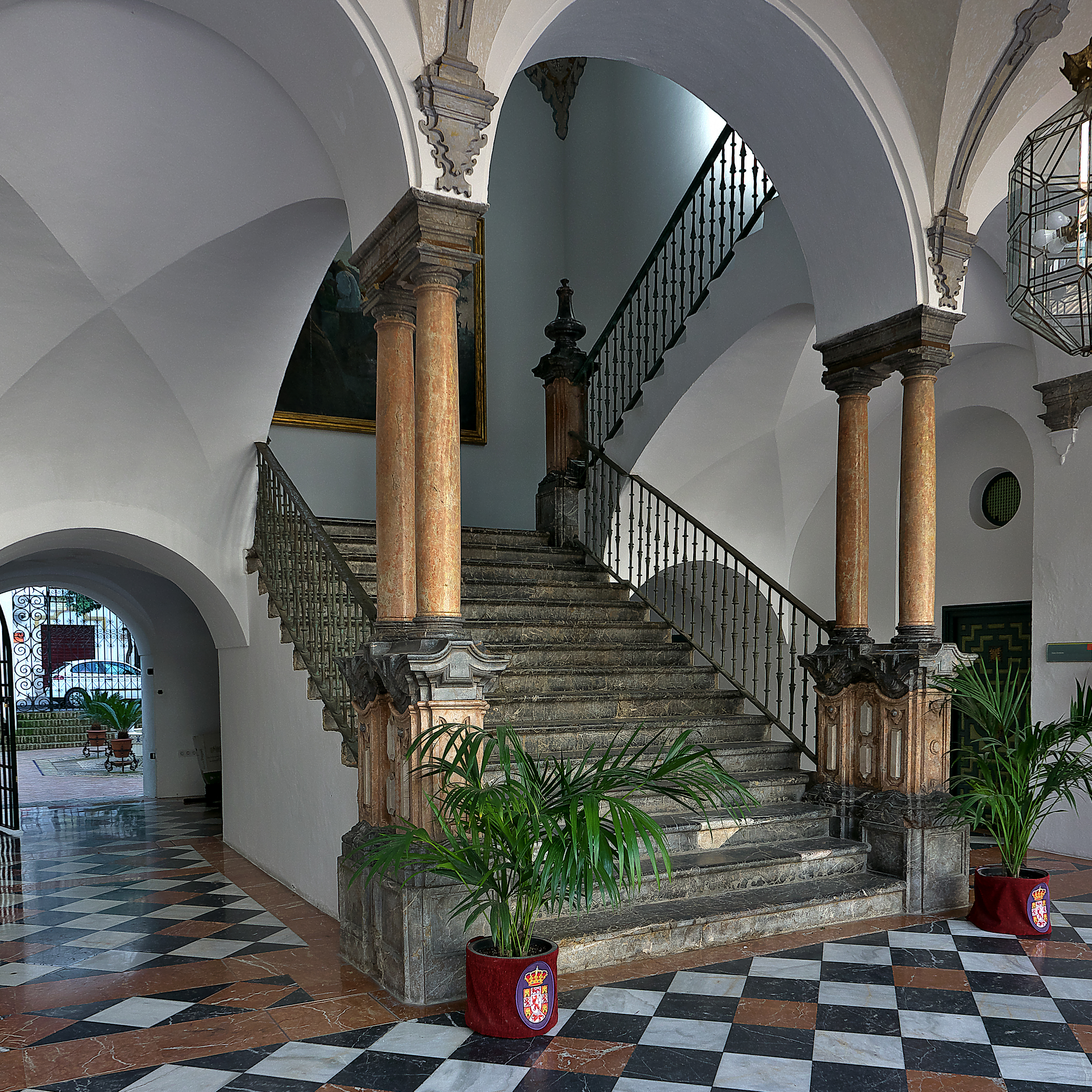
Scalinata del chiostro principale.

Una volta completata la chiesa, si dovette costruire il chiostro principale, che fu terminato intorno al 1752. Esso è a pianta quadrangolare e si sviluppa su due piani; il piano terra è loggiato e presenta archi a tutto sesto su coppie di colonne tuscaniche, mentre, il primo piano è chiuso e presenta pilastri, ornati da pannelli, e balconi negli spazi intermedi. Al centro si trova una grande fontana di marmo nero. L'intero edificio è riccamente decorato, con il cornicione decorato con pignoni e la pittura che ricopre gli elementi ornamentali, che ne rafforza l'estetica barocca.
All'epoca fu costruita anche la scala che parte dalla campata meridionale del cortile e collega i due piani dell'edificio. Si tratta di una scala imperiale con rivestimento quadrangolare. Presenta una prima rampa semplice e centrata, che viene divisa in due lati paralleli da un pianerottolo, completando così la quadratura della pianta. È realizzata con marmi di diversi colori, impreziositi e intarsiati, dando vita a un'opera di grande eleganza, affine a Gómez de Sandoval nella sua estetica. È coperta da una cupola emisferica decorata con rilievi policromi che raffigurano scene della vita di San Pietro Nolasco.

## Collezioni artistiche

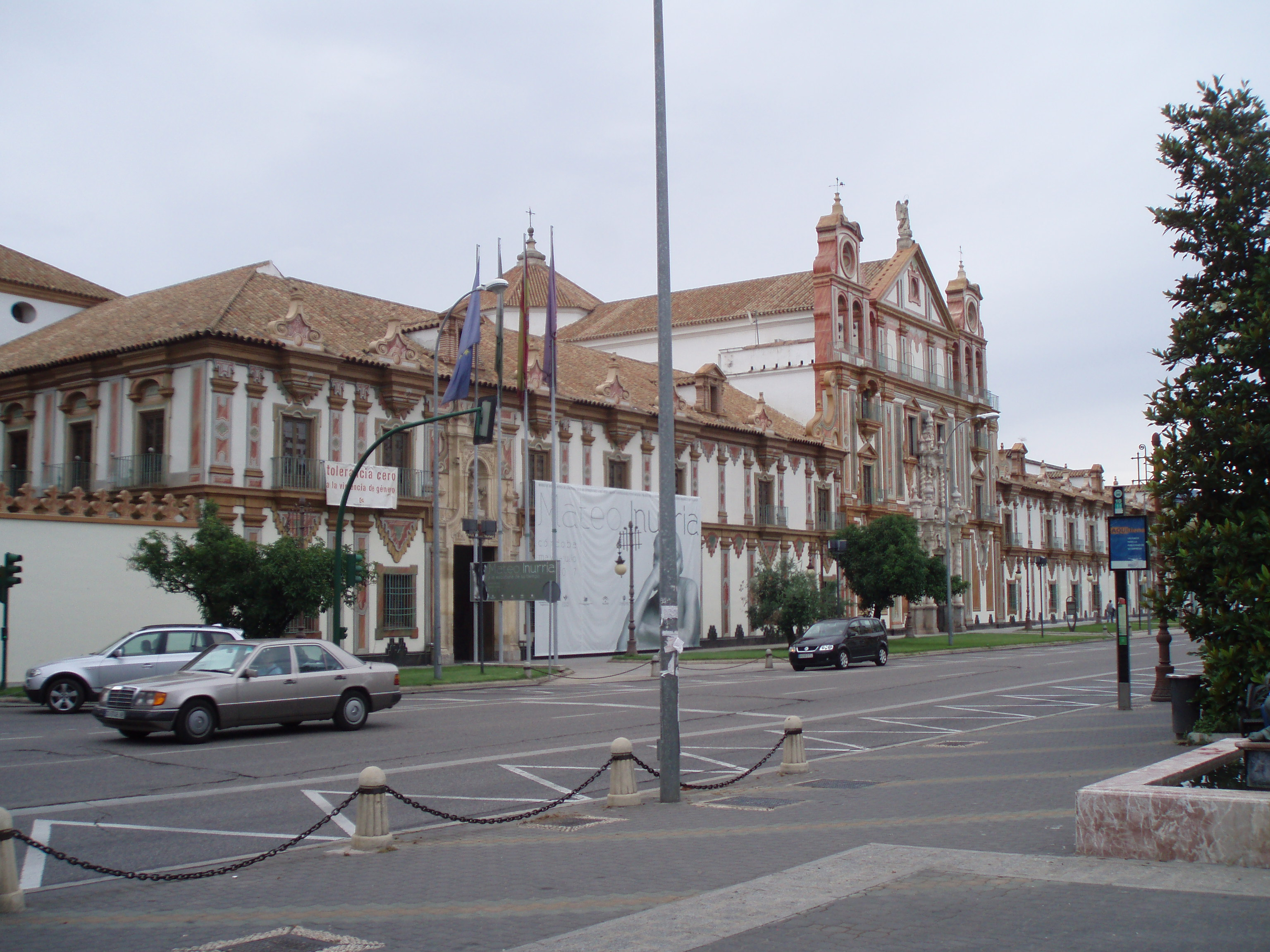
Veduta panoramica della facciata del palazzo.

Questa istituzione custodisce una serie di opere d'arte di epoche diverse. Le più antiche provengono per lo più dal convento; altre sono arrivate come prova delle borse di studio di artisti che hanno ricevuto una sovvenzione dalla corporazione. Infine, c'è un altro gruppo di opere che provengono dai concorsi e dalle mostre patrocinate dalla Deputazione; pertanto, accanto a opere di artisti locali, si trovano anche creazioni di maestri di spicco della scena artistica contemporanea nazionale, come Miguel Del Moral, Pedro Bueno, Emilio Serrano, Manchu Gal, María Antonia Dans, Luis García Ochoa, Antonio Zarco e José Duarte.
Tra i pezzi più antichi vi sono una bellissima coppa della gilda, probabilmente opera fiamminga del XVI secolo, e la serie di dipinti sulla vita di San Pietro Nolasco, realizzati da José Ignacio de Cobo y Guzmán nella prima metà del XVIII secolo. Alcune di queste tele appartengono al Museo di Belle Arti di Cordova e sono in deposito qui. Vi è anche un buon numero di opere anonime di scultura e pittura. Tra le prime, il gruppo di Sant'Anna e la Vergine, del primo terzo del XVIII secolo.

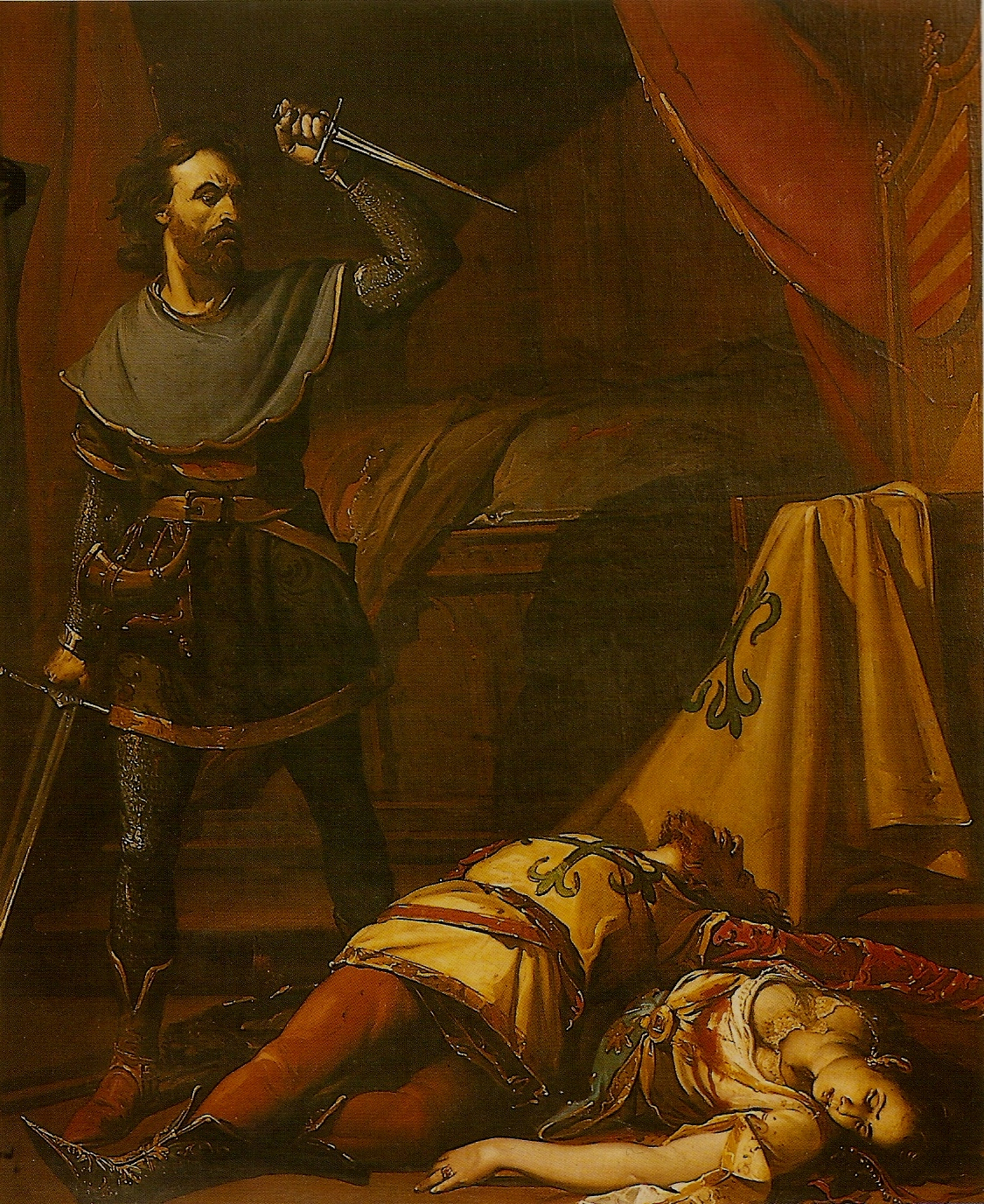
Leyenda de los comendadores de Córdoba, José María Rodríguez de Losada, 1872.
L'opera raffigura il momento in cui il cavaliere Fernando Alfonso de Cordova uccide la moglie, il suo amante e i suoi due cugini, comandanti dell'Ordine di Calatrava, fatti avvenuti nel 1448.

Al XIX secolo risale un interessante gruppo di opere pittoriche dei vari artisti che ottennero una borsa di studio dalla Deputazione per studiare pittura. Tra questi Alfredo Lobato, Adolfo Lozano Sidro, Joaquín Martínez de la Vega - che nel 1865 dipinse l'enorme tela Los ermitaños de Belén dando de comer a los pobres (it. Gli eremiti di Betlemme danno da mangiare ai poveri) - José Muñoz Contreras, Agustín del Pino, Rafael Romero de Torres e Tomás Muñoz Lucena, che nel 1901 vinse la prima medaglia all'Esposizione Nazionale di Belle Arti con Plegaria en las Ermitas (it. Preghiera negli Eremi).
Nel campo della scultura, spiccano le creazioni di Mateo Inurria Lainosa, tra cui Alegoría de Córdoba, del 1888, e Materia en triunfo, dell'anno seguente, una delle sue creazioni più importanti. Molto interessante è la collezione di incisioni e litografie dei principali monumenti della città realizzate da artisti famosi come David Roberts, Agustín François Lemaître, Genaro Pérez Villamil e Francisco Javier Parcerisa, tra gli altri. Sono conservati anche alcuni pezzi d'argento provenienti dall'antica chiesa del convento.
La pittura del XX secolo è rappresentata da un buon numero di artisti locali e stranieri. Tra i primi, che sono senza dubbio i più numerosi, vi sono Ángel Díaz Huertas, Ángel López-Obrero, Pedro Bueno, Rafael Botí, Miguel del Moral, Rafael Serrano, Teresa García Courtoy e Julia Hidalgo. Ospita inoltre un'ampia galleria di ritratti dei diversi presidenti dell'istituzione realizzati da vari artisti, tra cui Pedro Bueno ed Enrique Segura.